# Анонимни алкохоличари
Анонимни алкохоличари је назив за удружење бивших алкохоличара, које је основано 1935. године у САД од стране лекара и банкара, бивших алкохоличара. Име је добило по основном правилу друштва да је сваки алкохоличар анониман. Основни садржај рада удружења је помоћ у психолошкој и социјалној рехабилитацији бивших алкохоличара. Осим у САД, постоји у низу других земаља чиме је добило интернационалну афирмацију и углед. Слична удружења постоје и у Србији под називом „клубови лечених алкохоличара".